# Eugen Ziehmer
Eugen Ziehmer (ur. 16 grudnia 1905, zm. 14 stycznia 1949 w Landsberg am Lech) – kapo w obozie koncentracyjnym Flossenbürg i zbrodniarz wojenny.
Z zawodu malarz, więzień w obozie Flossenbürg w okresie maj 1938 – kwiecień 1945. Pełnił między innymi funkcję kapo w komandzie budowlanym. We wrześniu 1941 roku, gdy uciekł z obozu jeden z polskich więźniów, Ziehmer brał udział w tzw. Polnische Aktion (Akcji Polskiej). Pozostali więźniowie narodowości polskiej zostali wówczas zmuszeni do stania bez pożywienia na apelu, który trwał bez przerwy trzy dni i trzy noce. Ziehmer znęcał się nad tymi więźniami, bijąc trzonkiem od młota tych, którzy z wyczerpania padli na ziemię. Zamordował wówczas przynajmniej dwie osoby.
Amerykański Trybunał Wojskowy w Dachau osądził zbrodnie Eugena Ziehmera w procesie, który miał miejsce 29 października 1947 roku. Oskarżonemu wymierzono karę śmierci, a wyrok wykonano przez powieszenie w więzieniu Landsberg w połowie stycznia 1949 roku.